# 安東尼·齊佐
安東尼·齊佐（英語：Anthony Zizzo，1935年8月3日 - 2006年8月31日失蹤），又名「小東尼」（Little Tony）和「小腳趾」（Little Toes），是一名美國的芝加哥犯罪集團小老闆。

## 卡爾立斯街幫派
齊佐是卡爾立斯街幫派（Carlisi Street Crew）的第三把手。
1992年，齊佐和其他10名卡爾立斯街幫派的成員被司法部以敲詐勒索罪起訴。

## 失蹤
齊佐在2006年8月31日離開他的家後失蹤。最後一次有人看到他是在梅爾羅斯公園的一間餐廳外面，他的車在他妻子報告失蹤後被發現。他被推測是被謀殺的，但聯邦調查局（FBI）也考慮他有可能在躲藏起來。

## 調查
關於齊佐可能被針對的理論包括：擔心他可能會出庭作證對付犯罪集團，以及與他所監督的角頭（Capo）麥可·薩諾之間的持續爭執。
在他失蹤時，執法部門認為齊佐是芝加哥犯罪集團的小老闆，因為他在1990年代是第三把手。目前仍有10,000美元的懸賞金，用於當局尋找齊佐的下落，無論他是死還是活。FBI認為約瑟夫·安德里亞基是齊佐失蹤的主要嫌疑人。其他消息來源認為，齊佐是被Albert Vena謀殺的，有人看到Vena與齊佐相處了很長時間，包括在齊佐失蹤的前一天晚上被人看到與Vena在一起。FBI 懷疑的嫌疑犯約瑟夫·安德里亞奇 (Joseph Andriacci) 於 2024 年 8 月去世。